# Estación Ciudad de Matsuyama
La estación Ciudad de Matsuyama (松山市駅 Matsuyamashi-eki?), es una estación del Ferrocarril Iyo que se encuentra en la ciudad de Matsuyama de la prefectura de Ehime.

## Características

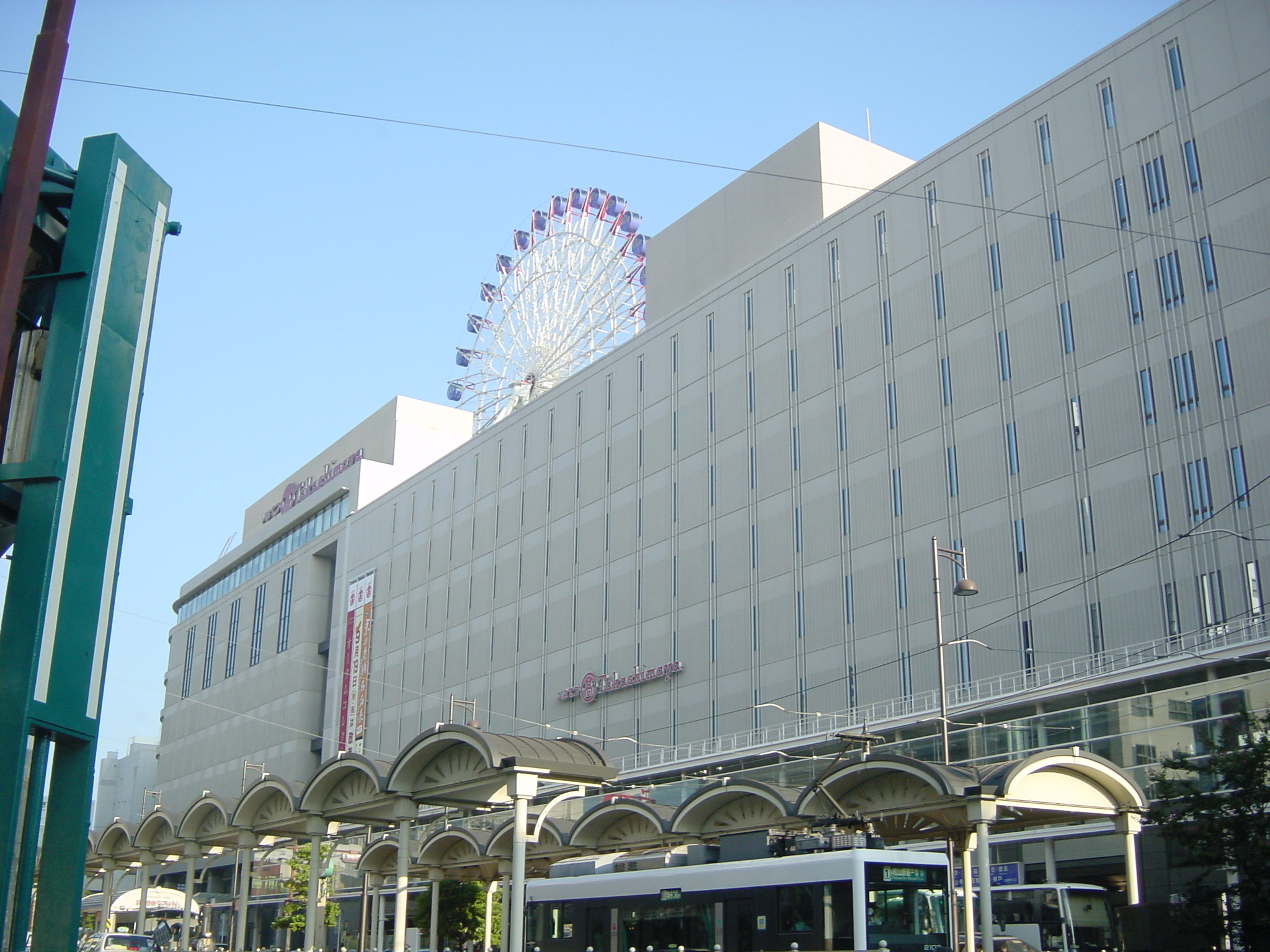
Estación Ciudad de Matsuyama integrada a la tienda departamental Takashimaya.

La estación está integrada a la tienda departamental Iyotetsu Takashimaya.
Es comúnmente conocido como estación de la Ciudad (市駅 shi-eki?), y en esta forma simplificada puede apreciarse en los carteles de la ciudad.
En la plaza que está en frente a la estación, están la estación Matsuyamashi (松山市駅停留場 Matsuyamashieki-teiryūjō?) de la línea urbana del Ferrocarril Iyo que se dirige hacia el onsen de Dogo, la terminal de autobuses y la dársena para taxis.
En la estación Matsuyamashi, se pueden apreciar las maniobras para el cambio de sentido de la locomotora diésel (una réplica que aparenta ser una locomotora a vapor) que moviliza el tren de Botchan (坊っちゃん列車 Botchan-ressha?).
La terminal de autobuses cuenta con servicios urbanos e interurbanos que se dirigen hacia Tokio y a la región de Kansai. Varios de los servicios también tienen una parada intermedia en la estación Matsuyama de la Japan Railways.
Fue la primera estación de la región de Shikoku en utilizar los controladores automáticos de boleto (自動改札機 Jidōkaisatsu-ki?), y al 2006, sigue siendo la única estación que cuenta con ellos. En lo que se refiere a lectores de tarjetas inteligentes, están disponibles en todas las estaciones del Ferrocarril Iyo.

## Líneas
- Estación Ciudad de Matsuyama (Servicios locales)
  - Línea Takahama (高浜線 Takahama-sen?)
  - Línea Yokogawara (横河原線 Yokogawara-sen?)
  - Línea Gunchu (郡中線 Gunchū-sen?)

- Estación Matsuyamashi (Servicios urbanos)
  - Línea Hanazono (花園線 Hanazono-sen?)